# Steimke (Syke)
Steimke ist ein Ortsteil der Stadt Syke (Landkreis Diepholz, Niedersachsen).

## Geografie

### Lage
Steimke ist ein Ortsteil der Stadt Syke. Zusammen mit den Syker Ortsteilen Schnepke, Osterholz, Gödestorf und Syke wird ein mittlerer Bereich gebildet. Zu Steimke gehören die historischen Ortsteile Steimke, Hassinghausen und Lindhof. Steimke ist mit 2,67 km² (= 2 % der Syker Gesamtfläche) der kleinste Syker Ortsteil. Von der Einwohnerzahl her steht Steimke unter den Syker Ortsteilen an 7. Stelle.

### Nachbarorte
Steimke ist ganz von Syker Ortsteilen umschlossen. Nachbarn des heute im mittleren Bereich von Syke gelegenen Ortes Steimke sind die Ortsteile Syke, Henstedt und Heiligenfelde.

### Flüsse/Bäche
Die in nördlicher Richtung fließende Hache legt mit ihrem Bruchwaldbestand ein grünes Band durch Steimke – geradezu eine Oase für viele Pflanzen und Tiere.

## Geschichte
Steimke wurde 860 erstmals als Stenbiki erwähnt.

Seit vor 1032 war die Kirche St. Bartholomäus in Barrien für den Ort zuständig. Seit 1837 gehörte der Ort zusammen mit Syke und Schnepke zum Kirchspiel Syke.
Tegeley war gemäß einer Karte von 1773 ein sehr kleiner Ortsteil von Steimke mit einer Ziegelei im Bereich der Straße Kurzer Weg.

Auf der Steimker Höhe stand seit 1870 eine Galerieholländer -Windmühle.

Bis 1864 gehörte Steimke zu Barrien und war dann selbstständig.

1926 wurde ein Schützenverein gegründet.
Am 1. März 1974 wurde die Gemeinde Steimke in die Stadt Syke eingegliedert.

### Einwohnerentwicklung
- 1950: 423 Einwohner
- 1961: 284 Einwohner[3]
- 1966: 273 Einwohner
- 1970: 308 Einwohner[3]
- 1982: 350 Einwohner
- 2006: 755 Einwohner

## Politik

### Ortsrat
Der Ortsrat, der den Ortsteil Steimke vertritt, setzt sich aus fünf Mitgliedern zusammen. Die Ratsmitglieder werden durch eine Kommunalwahl für jeweils fünf Jahre gewählt. Die aktuelle Amtszeit begann am 1. November 2021 und endet am 31. Oktober 2026.
Bei der Kommunalwahl 2021 ergab sich folgende Sitzverteilung:
| Ortsrat 2021Insgesamt 5 Sitze - Grüne: 1 - WGSt: 3 - CDU: 1 |

## Infrastruktur
Steimke hat keine eigene Kirche, keinen Friedhof und kein Kriegerdenkmal (Namen Steimker Gefallenen und Vermissten aus den Weltkriegen sind auf dem Syker Kriegerdenkmal vermerkt).

### Verkehr

#### Straße
Durch Steimke verläuft die Bundesstraße 6. Sie schafft Verbindungen zum Norden (nach Bremen, zur A 1 und zur A 27) und zum Süden (nach Hannover, zur A 2).
Spätestens im Jahr 1974 haben alle Steimker Straßen und einige Wege Namen bekommen. Insgesamt gibt es in Steimke 16 Straßen und Wege, die Namen haben. Daneben gibt es einige Feldwege, die namenlos geblieben sind.
Namen der Steimker Straßen (in alphabetischer Reihenfolge): Ackerwinde, Alte Poststraße, Am Feldrain, Am Lindhof, Hannoversche Straße, Hassinghausen, Heidweg, Hillerser Weg, Im Felde, Kurzer Weg, Langenkamp, Mühlenweg, Neue Straße, Nienburger Straße, Steimker Höhe, Steimker Straße, Zur Steimker Mühle

### ÖPNV
Im Stadtteil Steimke halten an der Haltestelle Steimke-Burdorf die Buslinie 150, 153 und 186.

#### Schiene
- Der 3,5 km nordwestlich vom Stadtteil Steimke entfernt gelegene Bahnhof in Syke gehört zur Strecke Bahnstrecke Wanne-Eickel–Hamburg und Eystrup–Syke
- In Steimke gibt es zwei Haltepunkte an der 2005 vollständig reaktivierten Bahnstrecke Eystrup nach Syke. Am Haltepunkt Steimke-Burdorf halten unter anderem auch die Landesbusline 150. Der zweite Haltepunkt ist Steimke, ehemals Steimke Ziegelei. Seit 2007 verkehrt auf der Bahnstrecke von Mai bis Oktober am ersten und dritten Sonntag im Monat der „Kaffkieker“ Ende August fährt an vier Tagen im Regelverkehr ein VT628 Triebzug zum Brokser Heiratsmarkt. Dazu finden regelmäßig Güterverkehr und Überfahrten statt.

### Bauwerke
- In der Liste der Baudenkmale in Syke sind für Steimke zwei Baudenkmale aufgeführt.